# Hu Jianguan
Hu Jianguan (11 de maio de 1993) é um pugilista chinês, medalhista olímpico. 

## Carreira
Hu Jianguan competiu na Rio 2016, na qual conquistou a medalha de bronze no peso mosca.